# Javier Ruiz Hierro
Javier Ruiz Hierro (Murillo de Río Leza, La Rioja, 2 de enero de 1991) es un  futbolista español que juega en la Club Haro Deportivo en España como extremo derecho.

## Clubes
| Club                        | País   | Año             |
| --------------------------- | ------ | --------------- |
| Club Deportivo Tudelano     | España | 2010-2011       |
| Sociedad Deportiva Logroñés | España | 2011-2013       |
| Club Deportivo Varea        | España | 2013-2014       |
| Club Haro Deportivo         | España | 2014-Actualidad |